# Eleorchis japonica
Eleorchis japonica är en orkidéart som först beskrevs av Asa Gray, och fick sitt nu gällande namn av Tokujirô Tokijiro Maekawa. Eleorchis japonica ingår i släktet Eleorchis och familjen orkidéer. Inga underarter finns listade i Catalogue of Life.

## Bildgalleri

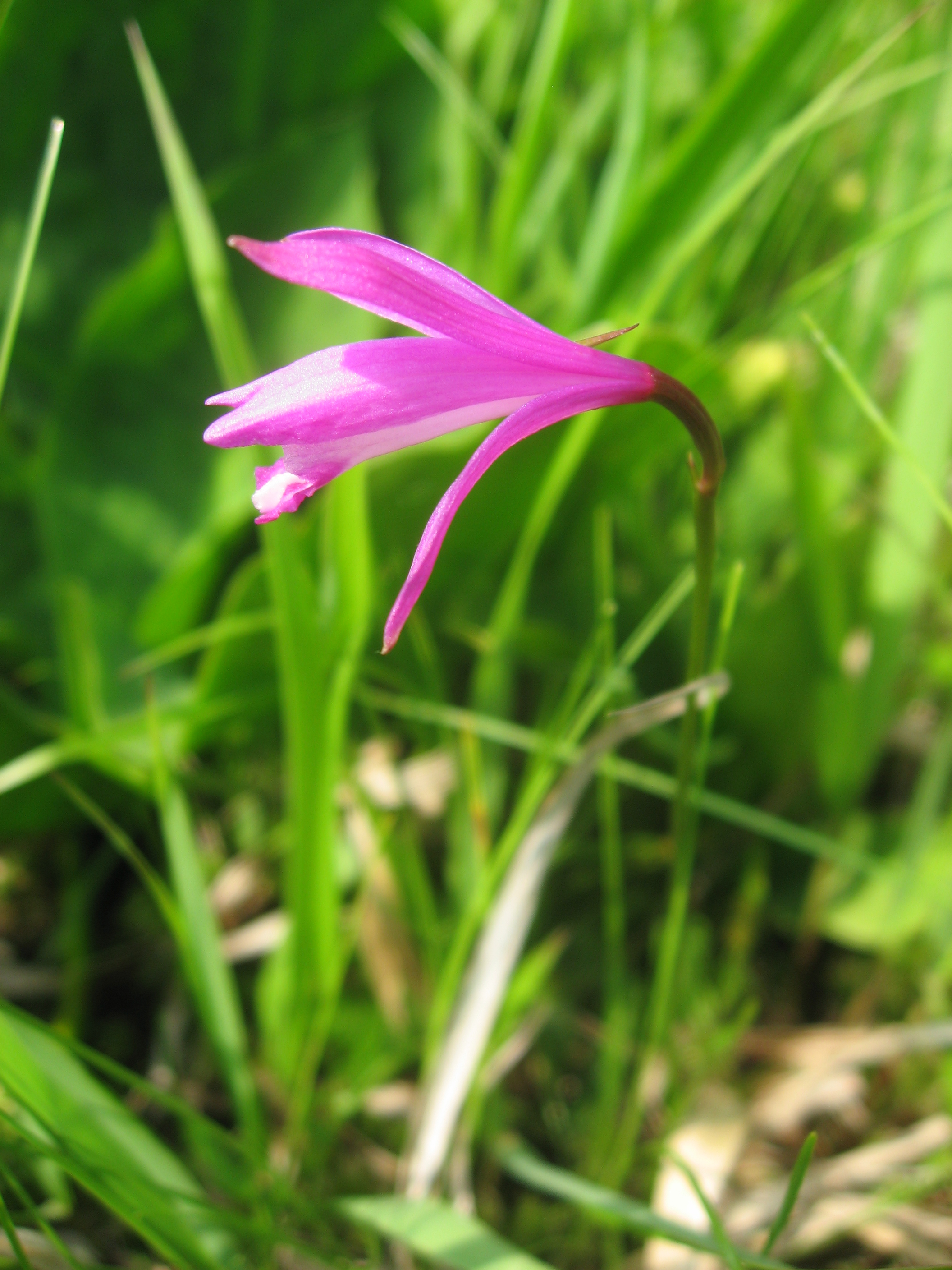